# Ex cathedra
Ex cathedra (lat. ung. ’från lärostolen’, det vill säga i kraft av sitt fulla ämbete). Betecknar den vid Första Vatikankonciliet fastställda romersk-katolska läran enligt vilken  påven i kraft av den helige Andes särskilda bistånd är ofelbar, när han i tros- och moralfrågor uttalar sig med sitt apostoliska ämbetes hela tyngd.
Sedan fastställandet har sittande påve vid minst två tillfällen personligen fastställt en kyrkolära: 
- 1854: Pius IX fastställde dogmen om "Jungfru Maria obefläckade avlelse"
- 1950: Pius XII fastställde dogmen om "Jungfru Maria kroppsliga upptagande till himlen"

Ex cathedra kan ses som den praktiska tillämpningen av ofelbarhetsdogmen. Denna troslära har varit i bruk sedan medeltiden men förtydligades och gavs sin explicita omfattning av Första Vatikankonciliet